# Maxime Gentges
Maxime Gentges (Malmedy, 19 de enero de 1995) es un deportista belga que compite en gimnasia artística. Ganó una medalla de plata en el Campeonato Europeo de Gimnasia Artística de 2023, en la prueba de caballo con arcos.

## Palmarés internacional
| Campeonato Europeo | Campeonato Europeo | Campeonato Europeo | Campeonato Europeo |
| Año                | Lugar              | Medalla            | Prueba             |
| ------------------ | ------------------ | ------------------ | ------------------ |
| 2023               | Antalya (Turquía)  | Medalla de plata   | Caballo con arcos  |